# Nhóm ngôn ngữ Iran
Nhóm ngôn ngữ Iran là một nhánh của ngữ tộc Ấn-Iran thuộc ngữ hệ Ấn-Âu. Người nói các ngôn ngữ trong Nhóm ngôn ngữ Iran chủ yếu là các dân tộc Iran.
Lịch sử Nhóm ngôn ngữ Iran thường được chia thành ba giai đoạn: giai đoạn tiếng Iran cổ (đến năm 400 TCN), giai đoạn tiếng Iran trung đại (400 TCN - 900) và giai đoạn tiếng Iran mới (từ năm 900). Những thứ tiếng có ở giai đoạn tiếng Iran cổ mà nay vẫn còn được hiểu biết và ghi chép tốt là tiếng Ba Tư cổ (ngôn ngữ thời Đế quốc Achaemenid) và tiếng Avesta (ngôn ngữ của Zarathushtra). Tiếng Iran trung đại có tiếng Ba Tư trung đại (ngôn ngữ thời Đế quốc Sassanid) và tiếng Parthia (ngôn ngữ thời nhà Arsacid). Nhóm ngôn ngữ Iran bao gồm rất nhiều ngôn ngữ hợp thành, lớn nhất trong số chúng là tiếng Ba Tư, tiếng Pashtun, tiếng Kurd và tiếng Baloch.
Tính đến năm 2008, người ta ước tính có 150 đến 200 triệu người dùng các ngôn ngữ trong Nhóm ngôn ngữ Iran như tiếng mẹ đẻ. Ethnologue liệt kê 87 ngôn ngữ trong Nhóm ngôn ngữ này. Có khoảng 75 triệu người nói tiếng Ba Tư, khoảng 50 triệu người nói tiếng Pashtun, khoảng 32 triệu người nói tiếng Kurd, khoảng 15 triệu người nói tiếng Baloch và 2,3 triệu người nói tiếng Luri.

## Phân loại

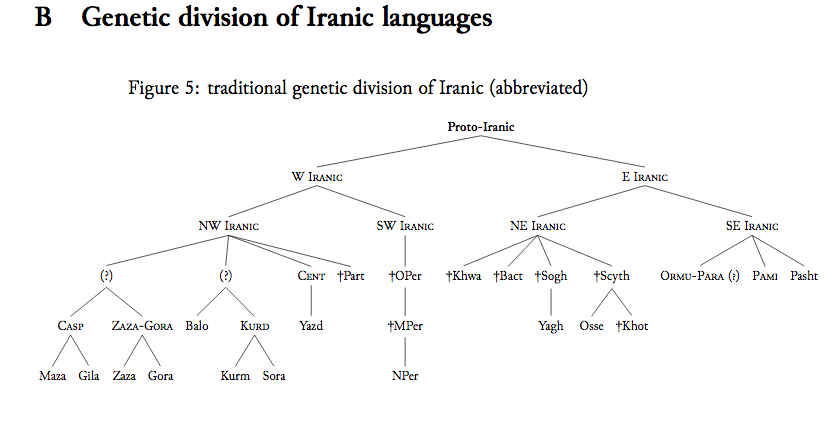
sự phân chia di truyền của các ngôn ngữ Iran

Năm 1826, các công trình của nhà ngôn ngữ học Rasmus Rask đã công nhận các ngôn ngữ Iran (tiếng Avesta, tiếng Ba Tư cổ, tiếng Pahlav) cùng với tiếng Sanskrit và tiếng Prakrit là thuộc nhánh đông của ngữ hệ Ấn-Âu. Ban đầu, tiếng Armenia cũng được xếp vào chung nhánh với Nhóm ngôn ngữ Iran do đặc điểm vay mượng vay mượn rất nhiều từ vựng từ tiếng Iran [trung đại]. Tuy nhiên, [vào năm 1875] Hübschmann đã tách tiếng này thành một nhánh riêng trong ngữ hệ Ấn-Âu.
Nhóm ngôn ngữ Iran được phân thành hai phân họ là Iran Đông và Iran Tây, tổng cộng bao gồm 84 ngôn ngữ (theo ước tính của SIL). Trong số các thứ tiếng được nói nhiều nhất Nhóm ngôn ngữ này thì đa số thuộc nhánh Tây (tiếng Ba Tư, tiếng Baloch va tiếng Kurd), trong khi tiếng Pashtun thì thuộc nhánh Đông.

### Sách
- Mallory, J. P.; Adams, Douglas Q. (2006). The Oxford introduction to Proto-Indo-European and the Proto-Indo-European world. Oxford University Press. ISBN 978-0-19-929668-2.